# Морад Могаммаді
Сеєд Морад Могаммаді Пахнехкалеї (перс. سید مراد محمدی پهنه کلایی; 9 квітня 1980, Сарі) — іранський борець вільного стилю, олімпійський медаліст, чемпіон світу, Азії та Азійських ігор.

## Біографія
Боротьбою почав займатися з 1991 року. Виступав за спортивний клуб «Делаваран», Сарі. Тренер — Ісмаїл Дангесарігі.
Після завершення активних виступів на борцівському килимі перейшов на тренерську роботу. На початку 2014 року очолив юнацьку збірну Ірану з вільної боротьби.

## Спортивні результати на міжнародних змаганнях

### Виступи на Олімпіадах
| Змагання                    | Збірна | Вагова категорія          | Місце  |
| --------------------------- | ------ | ------------------------- | ------ |
| Літні Олімпійські ігри 2008 | Іран   | вільна боротьба, до 60 кг | Бронза |

### Виступи на Чемпіонатах світу
| Змагання                        | Збірна | Вагова категорія          | Місце  |
| ------------------------------- | ------ | ------------------------- | ------ |
| Чемпіонат світу з боротьби 2005 | Іран   | вільна боротьба, до 60 кг | Бронза |
| Чемпіонат світу з боротьби 2006 | Іран   | вільна боротьба, до 60 кг | Золото |
| Чемпіонат світу з боротьби 2007 | Іран   | вільна боротьба, до 60 кг | 14     |
| Чемпіонат світу з боротьби 2009 | Іран   | вільна боротьба, до 60 кг | 5      |
| Чемпіонат світу з боротьби 2010 | Іран   | вільна боротьба, до 60 кг | Бронза |

### Виступи на Чемпіонатах Азії
| Змагання                       | Збірна | Вагова категорія          | Місце  |
| ------------------------------ | ------ | ------------------------- | ------ |
| Чемпіонат Азії з боротьби 2003 | Іран   | вільна боротьба, до 60 кг | Золото |
| Чемпіонат Азії з боротьби 2008 | Іран   | вільна боротьба, до 60 кг | Бронза |

### Виступи на Азійських іграх
| Змагання           | Збірна | Вагова категорія          | Місце  |
| ------------------ | ------ | ------------------------- | ------ |
| Азійські ігри 2006 | Іран   | вільна боротьба, до 60 кг | Золото |

### Виступи на Кубках світу
| Змагання                    | Збірна | Вагова категорія          | Місце  |
| --------------------------- | ------ | ------------------------- | ------ |
| Кубок світу з боротьби 2016 | Іран   | вільна боротьба, до 65 кг | Золото |

### Виступи на інших змаганнях
| Змагання                                                      | Збірна | Вагова категорія          | Місце  |
| ------------------------------------------------------------- | ------ | ------------------------- | ------ |
| Олімпійський кваліфікаційний турнір з боротьби 2008 (Мартіні) | Іран   | вільна боротьба, до 60 кг | Бронза |
| Кубок Тахті 2010                                              | Іран   | вільна боротьба, до 60 кг | Золото |
| Золотий Гран-прі з боротьби 2010 (Тбілісі)                    | Іран   | вільна боротьба, до 60 кг | Срібло |
| Турнір Яшара Догу 2012                                        | Іран   | вільна боротьба, до 60 кг | Бронза |
| Золотий Гран-прі з боротьби 2012 (Тегеран)                    | Іран   | вільна боротьба, до 60 кг | 5      |